# Беєве
Бе́єве — село в Україні, у Роменському районі Сумської області. Населення села становить близько 600 осіб. Входить до складу Липоводолинської селищної громади.
Після ліквідації Липоводолинського району 19 липня 2020 року село увійшло до Роменського району.

## Географія
Село Беєве розташована за 3 км від лівого берега річки Хорол. На відстані 1.5 км розташовані села Куплеваха та Олещенкове. Поруч пролягає газопровід Газопровід Уренгой — Помари — Ужгород.
У селі бере початок річка Пробужка, права притока Груні.

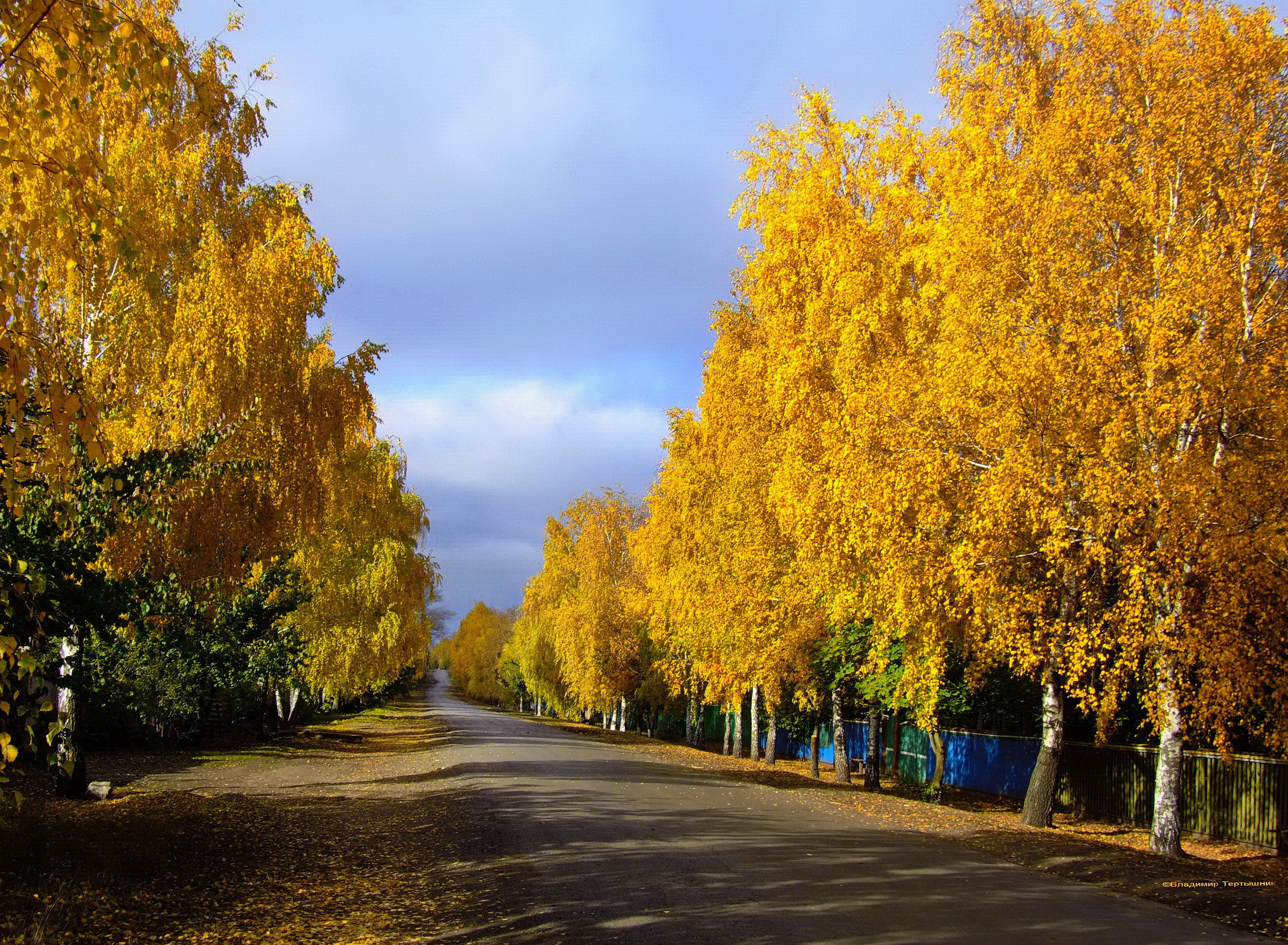
Березова алея с. Беєве

## Історія

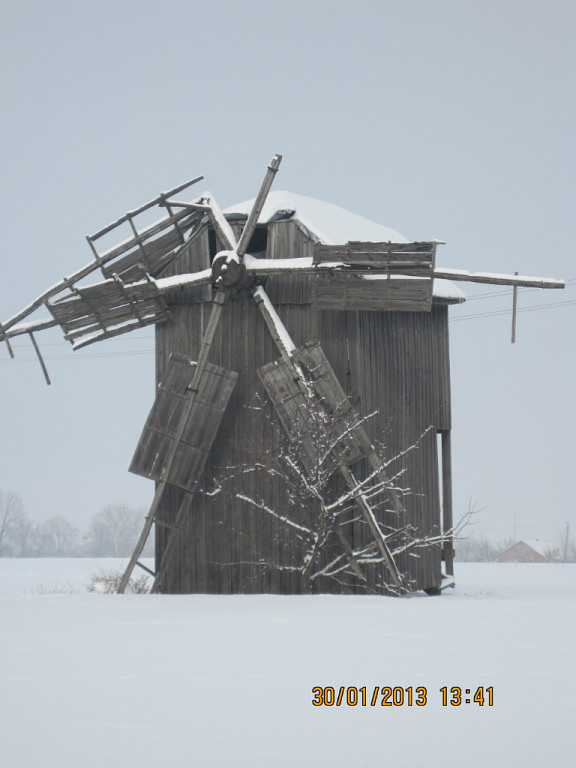
Вітряк у селі Беєве

Колишнє власницьке село Капустинської волості Гадяцького повіту Полтавської губернії.
Поблизу села знайдено могилу-курган.
Беєве засноване в кінці XVIII ст. Село постраждало внаслідок геноциду українського народу, проведеного урядом СРСР 1923—1933 та 1946—1947 роках, кількість встановлених жертв у Беєвому — 148 людей.
До 2019 року орган місцевого самоврядування — Беївська сільська рада.

## Населення
Згідно з переписом УРСР 1989 року чисельність наявного населення села становила 750 осіб, з яких 321 чоловік та 429 жінок.
За переписом населення України 2001 року в селі мешкали 754 особи.

### Мова
Розподіл населення за рідною мовою за даними перепису 2001 року:
| Мова       | Відсоток |
| ---------- | -------- |
| українська | 96,45 %  |
| російська  | 2,50 %   |
| молдовська | 0,53 %   |
| інші       | 0,52 %   |

## Економіка
- Молочно-товарна та свино-товарна ферми.
- «Беєве», товариство з обмеженою відповідальністю.

## Соціальна сфера
- Будинок культури.
- Школа НВК[7]
- Магазин
- Кафе
- Пошта

## Пам'ятки
- 2004 року в селі ТОВ «Беєве» було збудовано храм. На Великдень 2009 року громада Православної церкви Московського Патріархату намагалися захопити храм[8].
- У селі зберігся дерев'яний млин стовбової конструкції, утримується на околиці села біля рівчака, що заріс лісом. Збудований на початку XX століття. На початку XX століття на місці, де нині є пам'ятник Т. Г. Шевченка, був пам'ятник  російському царю Олександру ІІ. Але з приходом до влади  революційного комітету він був знищений. У 2013 році пам'ятник реставровано.
- Геологічна пам'ятка природи — Попів Камінь.

## Відомі люди
- Глух Федір Кирилович — український юрист і державний діяч. Депутат Верховної Ради УРСР 4-10-го скликань. У 1960—1966 роках — член Ревізійної комісії КПУ, у 1966—1976 роках — кандидат у члени ЦК, у 1976—1984 роках — член ЦК КПУ.
- Омельченко Микола Михайлович (1930—2000) — український письменник, сценарист, уродженець села Беєве.
- Сало Іван Іванович  [Архівовано 5 березня 2018 у Wayback Machine.]— голова сільськогосподарського об'єднання (ТОВ «Беєве»).
- Дівоча Валентина Панасівна — доктор медичних наук, у 1938 народилась у селі Беєве.
- Зацаринний Руслан Ігорович — Майстер спорту з легкої атлетики 1938, уродженець села Беєво